# Lúcia Helena (radialista)
Lúcia Helena, nascida Izilda Rodrigues Alves (Franca, 15 de outubro de 1916 - Franca, 28 de setembro de 1995) foi uma radialista e jornalista brasileira.

## Biografia
Lúcia Helena era o nome artístico Izilda Rodrigues Alves. Entre os 11 filhos do casal Anna Cândida e Olímpio, Izilda era a mais nova. Iniciou sua carreira nas rádios de Franca, exerceu a profissão de jornalista na cidade de Rio Claro e em 1941 se mudou para o Rio de Janeiro em busca de oportunidades.
Foi contratada primeiramente pela Rádio Nacional onde ficou famosa pela propaganda do sabonete Eucalol. Foi locutora de quase todas as novelas e maioria dos programas que a Rádio Globo apresentou a partir de 1942. Foi apresentadora do programa do cantor Francisco Alves aos domingos ao meio dia, acentuando a sua fama. Escreveu programas como "Sala de Visitas", "Boa Tarde, Madame" e "Rei da Voz".
Durante a Segunda Guerra Mundial, transmitiu diretamente para a Europa o programa da Força Expedicionária Brasileira e da Legião Brasileira de Assistência, com leitura de mensagens aos expedicionários brasileiros.
É considerada uma das primeiras mulheres a atuar como radialista e em transmissões esportivas.
Uma rua em Franca foi batizada em sua homenagem.
Faleceu em Franca em 28 de setembro de 1995. Está sepultada no Cemitério da Saudade, na mesma cidade.